# Westfleisch

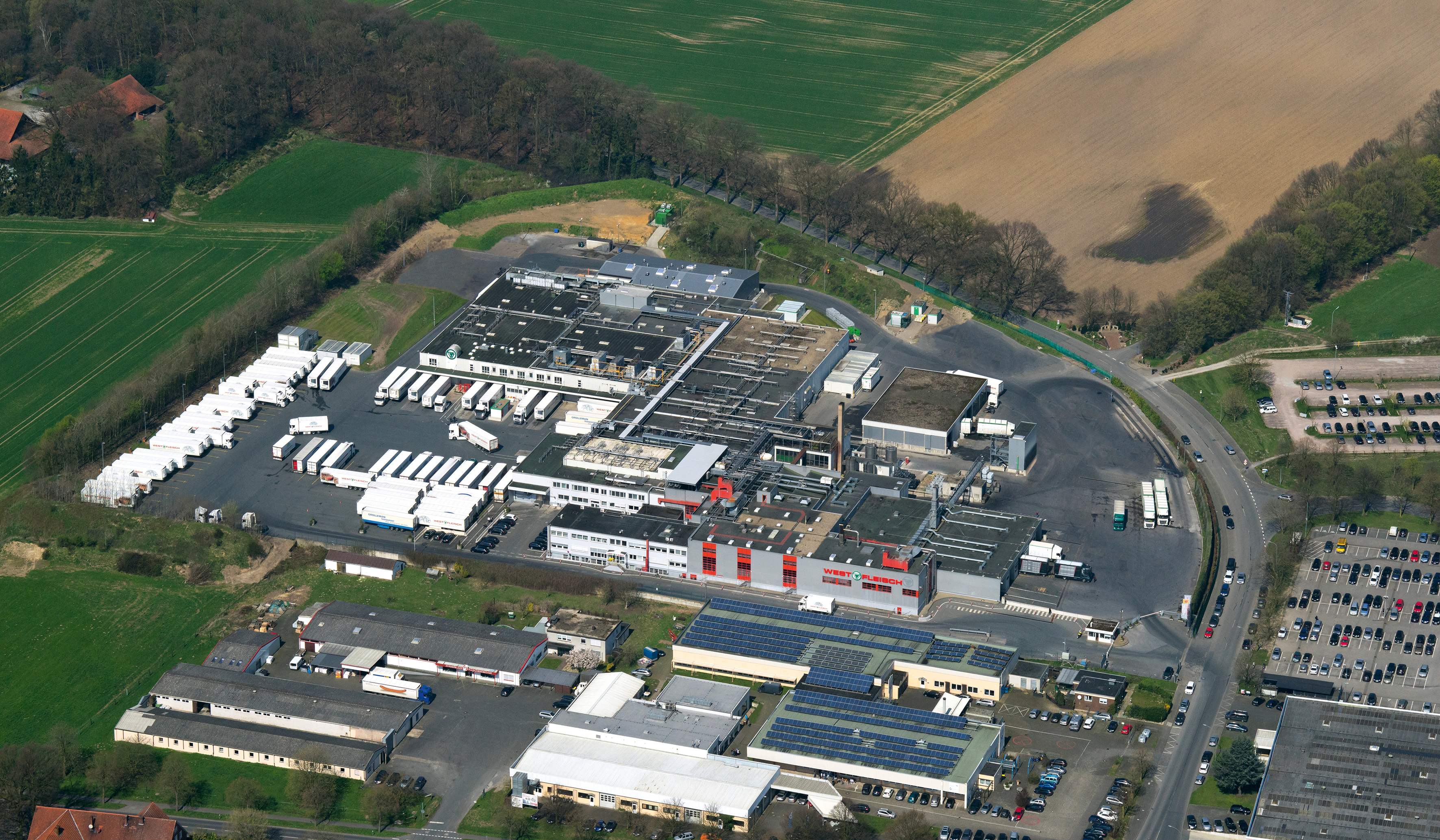
Werksgelände der Firma Westfleisch an der Borkener Str. in Coesfeld

Westfleisch ist ein nordwestdeutscher Konzern der Fleischindustrie mit Sitz in Münster. Westfleisch ist der zweitgrößte Schlachtkonzern in Deutschland und einer der größten Schlachtkonzerne Europas.
Das genossenschaftlich organisierte Mutterunternehmen ist die Westfleisch SCE mit beschränkter Haftung mit rund 4.900 Mitgliedern. Über das Konzernunternehmen Westfleisch Finanz AG erfolgt die Versorgung der Unternehmensgruppe mit langfristigen Darlehen.
Westfleisch ist wiederholt in die Kritik geraten. Unter anderem wurden der Unternehmensgruppe mangelhafte Arbeitsbedingungen und Tierquälerei vorgeworfen.

## Geschichte

### 1928: Gründung als genossenschaftlicher Viehhandel
Westfleisch wurde am 19. Oktober 1928 als Westfälische Provinzial-Viehverwertungsgenossenschaft WPVG gegründet, um die Vermarktung von Schlachtvieh der Bauern an Rhein und Ruhr zu organisieren. Mitglieder waren hauptsächlich örtlich tätige Viehverwertungsgenossenschaften. Bis in die 1960er Jahre hinein dominierte die Lebendvermarktung in mehr als 30 Außen- und Verkaufsstellen das Geschäft.
Seit 1932 betrieb die WPVG zusätzlich zum Schlachtvieh-Handel auch Versteigerung von Milchvieh. 1937 belief sich der Umsatz der durchgeführten Milchviehversteigerungen auf 4.871 Stück bzw. über 2,1 Millionen RM.

### 1962: Eröffnung des ersten Schlachthofs und Expansion als Fleischvermarkter
1962 eröffnete die WPVG in Lübbecke den ersten Schlachthof. Seither verlagerte sich die wirtschaftliche Tätigkeit immer mehr von der Handelsorganisation auf die Schlachtung und Vermarktung veredelter Fleischwaren. Den heutigen Namen Westfleisch trägt die Gruppe im Firmenlogo seit 1965. Der offizielle Name lautete 1965 VFZ Vieh- und Fleischzentrale Westfalen eGmbH.
In den 1960er-Jahren schlossen viele kommunale Schlachthöfe, während der Umsatz des genossenschaftlichen Schlachthofs stieg. 1969 erreichte der Umsatz erstmals die Grenze von 300 Millionen Euro.

### 1970er-Jahre: Ausbau mit weiteren Schlachthöfen
Seit der Gründung der Finanzierungsgesellschaft 1971 starteten 1972 die neugebauten Schlachthöfe Coesfeld, 1978 Paderborn und 1980 Hamm.  1973 übergab das Unternehmen das Geschäft der Milchviehversteigerungen an das Westfälische Rinderstammbuch der Rotbuntzüchter und an die Westfälische Herdbuchgesellschaft. Dadurch entwickelt sich das Unternehmen endgültig von der regionalen Viehzentrale zum über alle Produktionsstufen integrierten Fleischvermarkter.
In der Folge nahmen die Schlachtzahlen deutlich zu. Die Schweineschlachtungen stiegen von knapp 760.000 im Jahr 1970 auf 3,17 Millionen im Jahr 1987. Die Rinderschlachtungen stiegen ebenfalls deutlich, von 63.800 (1970) auf 323.750 (1991). Die Anzahl der geschlachteten Kälber stieg von 4.100 im Jahr 1975 auf und 20.000 im Jahr 1986.

### 1994: Öffnung der Genossenschaft für Einzelmitglieder
1994 öffnete sich die Genossenschaft für Einzelmitglieder und vergrößerte so die Kapitalbasis. Seitdem stiegen die Mitgliederzahlen von rund 100 auf über 4.000 Mitglieder an.
Seit 1994 wurden auch Gespräche mit dem ebenfalls genossenschaftlichen Fleischvermarkter Nordfleisch geführt hinsichtlich einer möglichen Fusion. 2002 scheiterte die Fusion allerdings endgültig, Konkurrent Bestmeat (heute VION) übernahm Nordfleisch schließlich 2003.

### 2003: Umbenennung in Westfleisch
2003 wurde das Unternehmen in „Westfleisch eG“ umbenannt.
2004 übernahm Westfleisch das Wurstunternehmen Barfuss GmbH in Erkenschwick und integrierte es in der Folge in die eigene Veredelung. 2007 beendete Westfleisch die seit 2001 betriebene Vermarktung von Weißfleisch (Geflügel).
2008 eröffnete Westfleisch mit der HanWei Frozen Foods die erste Niederlassung in China. Im selben Jahr überschritt das Unternehmen erstmals die Umsatzmarke von 2 Milliarden Euro.
Im Dezember 2012 nahm Westfleisch einen eigenen Zerlege- und Verarbeitungsbetriebs in Rumänien in Betrieb und gründete zudem ein Vertriebsbüro in Korea. Im Jahr 2015 übernahm Westfleisch die insolvente Rindfleischsparte des niedersächsischen Verarbeiters Gausepohl.

### 2015: Umwandlung in eine Europäische Genossenschaft
Nach über 85 Jahren wandelte Westfleisch 2015 die Rechtsform. Auf der Generalversammlung 2015 stimmte eine Mehrheit von 96,8 Prozent der Mitglieder dafür, die „eingetragene Genossenschaft“ (eG) in eine Europäische Genossenschaft „Societas Cooperativa Europaea“ (SCE) umzuwandeln.
Der Grund für die neue Rechtsform: Westfleisch engagiert sich seit Jahren auch außerhalb von Deutschland, das Umfeld zur Fleischvermarktung wird zunehmend internationaler. Die Zusammenarbeit mit europäischen Handelspartnern sei mit dieser Identität deutlich einfacher und biete der Genossenschaft neben verbesserten Wettbewerbschancen eine internationale Unternehmenskultur und breitere Finanzierungsmöglichkeiten.
Am 8. Februar 2016 kam es zu einem Brand am Standort Paderborn, wodurch eine Lagerhalle und Bereiche der Produktion großteils zerstört wurden. Aufgrund des Produktionsausfalls ließ Westfleisch am Schlachthof Gelsenkirchen im Auftrag schlachten. Mitte 2016 übernahm Westfleisch schließlich den Schlachthof Gelsenkirchen mit einer Kapazität von 30.000 Schweineschlachtungen pro Woche. Im September 2017 beschloss Westfleisch, den Schlachthof Paderborn nicht wieder aufzubauen, da die Kapazitäten durch die Übernahme sowie Erweiterungen an anderen Standorten ausreichten.
Die Sauenzerlegung in Schöppingen auf einem von der Lohnschlachterei Tummel gemieteten Grundstück wurde 2016 nach Dissen verlegt, wo sie als 50/50-Gemeinschaftsunternehmen mit Danish Crown namens WestCrown betrieben wird.

## Struktur

### Kennzahlen
Im Geschäftsjahr 2023 belief sich der Konzernumsatz auf rund 3,35 Milliarden Euro. Der Auslands-Anteil betrug rund 27 %.
Die Anzahl der Beschäftigten betrug 2023 7.085 Vollzeitkräfte, 183 in Teilzeit sowie 82 Auszubildende.
Die Schweineschlachtungen beliefen sich 2023 auf rund 6,6 Mio. Stück. der Marktanteil in Deutschland betrug 14,8 %. Die Schlachtungen von Rindern und Kälbern beliefen sich 2023 auf rund 380.800 Stück.

### Standorte
- Fleischcenter Coesfeld
- Fleischcenter Hamm
- Fleischcenter Lübbecke
- Fleischcenter Oer-Erkenschwick
- Vieh-Logistikzentrum Paderborn
- Nutzviehzentrum Münster-Nienberge
- Fleischcenter Dissen
- Fleischcenter Bakum
- Fleischcenter Gelsenkirchen

### Beteiligungen (Auswahl)
Westfleisch ist an folgenden Unternehmen beteiligt:
- WestfalenLand Fleischwaren GmbH
- Westfleisch Finanz AG
- Westfleisch Byproducts
- Wetralog Food Logistik
- Coldstore Hamm GmbH
- Gustoland GmbH (ehemals Bernhard Barfuss GmbH & Co. KG)
- WestCrown GmbH
- Westfleisch Erkenschwick GmbH
- The Petfood Company, Bocholt[19]

## Kritik

### Sozialversicherungsbetrug bei Subunternehmen
Bundesweites Aufsehen erregte 2005 der von der Bielefelder Staatsanwaltschaft geäußerte Vorwurf der illegalen Arbeitnehmerüberlassung gegen Sub-Unternehmer und Sub-Sub-Unternehmer der Firmengruppe Westfleisch sowie gegen einige leitende Angestellte der Westfleisch eG.
Die Bielefelder Staatsanwaltschaft äußerte den Verdacht der Steuerhinterziehung in Millionenhöhe, Betrug sowie Bildung einer kriminellen Vereinigung. Staatsanwalt Falk Schnabel von der Bielefelder Staatsanwaltschaft nannte den Ermittlungsstand „ein Sammelsurium von Indizien“ und betont die Kooperation von Westfleisch: „Es sind freiwillig vom Unternehmen Unterlagen übergeben worden.“ Er weist auch darauf hin, dass nicht der ganze Betrieb, sondern nur Teile von den Ermittlungen betroffen seien. Mit gefälschten Gesundheitsattesten sollen polnische und rumänische Arbeitnehmer von Subunternehmen beschäftigt worden sein. Der Stundenlohn für osteuropäische Mitarbeiter dieser Subunternehmen betrug angeblich teilweise weniger als drei bis sechs Euro. Report Mainz sah eine Verflechtung mit rumänischen Scheinfirmen im Besitz des Bruders des 1997 amtierenden rumänischen Arbeitsministers Marian Sârbu als gegeben an. Die Schein- und Briefkastenfirmen in osteuropäischen Ländern sollen demnach zur Rekrutierung von Billig-Arbeitskräften gedient haben. 2006 wurden die Ermittlungen gegen Manager von Westfleisch von Seiten der Bielefelder Staatsanwaltschaft gegen Geldauflagen in Höhe von insgesamt 100.000 € wegen Geringfügigkeit eingestellt. Sozialversicherungsbeiträge von 2,4 Millionen Euro wurden nachgezahlt. Der Westfleisch-Subunternehmer Alex H. wurde im Dezember 2010 vom Landgericht Düsseldorf wegen 107-facher Steuerhinterziehung  zu fünfeinhalb Jahren Gefängnis verurteilt. Er hatte über ein Netzwerk von 50 Firmen rund 1000 Beschäftigte an Schlachtbetriebe vermittelt. Nach Informationen des Westdeutschen Rundfunks habe die Staatsanwältin bei der Urteilsverkündung betont, dass Westfleisch nichts von den Machenschaften gewusst habe. Der durch Schwarzarbeit entstandene Schaden beträgt rund 14 Mio. €. Nach Informationen der Oldenburgischen Volkszeitung sind rumänische Arbeiter-Kolonnen des verurteilten Chefs der Leiharbeitsfirma weiter im Einsatz.
Die Personalkosten wurden 2006 von 82,9 Millionen Euro um 4,75 Prozent auf 79 Millionen Euro gesenkt. Die Westfleisch eG verpflichtet ihre Subunternehmen seit 2007 vertraglich, die Tarifvereinbarungen der Gewerkschaft Nahrung-Genuss-Gaststätten einzuhalten und einen Mindestlohn von 7,50 Euro/Std. zu zahlen. Diese Maßnahme gehört zu einem 12-Punkte-Programm des Unternehmensleitbildes „Qualitätspartner Westfleisch“ von 2007. Die dort genannten Ziele für Qualitätskontrollen, Frischegarantien, Nachhaltigkeit bis zum Tierschutz werden einmal jährlich durch die unabhängige Zertifizierungsgesellschaft SGS Germany GmbH auditiert.

### Arbeitsbedingungen
Subunternehmen der Firma Westfleisch verlangten laut Vorwürfen von Telepolis im Jahr 2005 von ihren Beschäftigten angeblich Schichten von zwölf Stunden Dauer an sechs Tagen der Woche. Im Ermittlungsverfahren 293 Js 170/03 der Steuerfahndung Bochum wurde ein Sub-Sub-Unternehmer, der als Kolonnenführer auf einem Westfleisch-Schlachthof arbeitete, mit einem Bußgeld belegt, weil auf dem Konto des Arbeitslosengeldbeziehers große Summen bewegt wurden, weshalb die Bank einen Verdacht auf Geldwäsche an die Behörden meldete. Der Kolonnenführer hatte für 25 Euro pro Stunde auf dem Schlachthof schwarzgearbeitet. Weil in diesem Verfahren zu Protokoll gegeben wurde, dass mehr als 1.000 Personen auf ähnliche Weise auf Schlachthöfen der Firmengruppe Westfleisch beschäftigt seien, wurden seit 2002 weitere Verfahren eingeleitet.
Im Mai 2020 kam es zu einem massenhaften Ausbruch von SARS-CoV-2 unter den Mitarbeitern der Großschlachterei in Coesfeld. Von den rund 1200 Beschäftigten wurden mit Stand vom 10. Mai 230 Mitarbeiter positiv getestet, darunter viele der in Gemeinschaftsunterkünften lebenden Arbeiter aus Bulgarien und Rumänien. Der Schlacht- und Zerlegebetrieb wurde vorübergehend geschlossen, wogegen dieser einen Eilantrag stellte. Der Antrag wurde am 10. Mai vom Verwaltungsgericht Münster abgelehnt. In einem Schwesterbetrieb in Oer-Erkenschwick wurden 32 Mitarbeiter infiziert, weitere im Werk Hamm-Uentrop.

### Einsatz von Niedriglöhnern
Durch den Einsatz von Arbeitskräften aus südosteuropäischen Ländern reduziert Westfleisch Lohnkosten. Am Standort Oer-Erkenschwick sind beispielsweise von 1850 Beschäftigten 1350 Werkvertragsarbeiter (Stand: Mai 2020), die meisten aus Rumänien, Ungarn und Lettland.

### Nicht artgerechte Nutztierhaltung – Tierquälerei
In Schweinemastbetrieben sind von dem Verein tierretter.de im August 2017 durch investigative Recherche eklatante Verstöße in der Tierhaltung dokumentiert worden. In allen untersuchten Zulieferbetrieben von Westfleisch fänden sich Haltungszustände, die einen Straftatbestand erfüllen würden. Publik wurde dies im Oktober 2017 durch Berichte des WDR und der ARD zu der Dokumentation des Tierschutzvereins tierretter.de.
2022 wurde in insgesamt sieben Westfleisch-Zulieferbetrieben in Nordrhein-Westfalen und Niedersachsen erneut eine Recherche durchgeführt und durch den Verein Deutsches Tierschutzbüro e. V. gemeinsam mit dem ZDF-Magazin frontal und dem Magazin Der Spiegel an die Öffentlichkeit gebracht. In allen sieben Schweinemastbetrieben wurden tierschutzrechtlich relevante Missstände dokumentiert, darunter unbehandelte Wunden, Abszesse, wobei erkrankte Tiere teilweise nicht separiert wurden, und tote Tiere. Die Staatsanwaltschaft ermittelt. Westfleisch kündigte als Reaktion auf die Aufdeckung mehr Kontrollen an, Tierschützer forderten hingegen ein Ende der Zusammenarbeit mit den Betrieben. Das Deutsche Tierschutzbüro verlieh Westfleisch daraufhin den “Preis der Herzlosigkeit” für das Jahr 2022.

## Bemühen um Nachhaltigkeit
2010 veröffentlichte Westfleisch nach eigenen Angaben als erster deutscher Fleischvermarkter einen Nachhaltigkeitsbericht nach den Global-Reporting-Initiative-Kriterien. Zu seinen Themen zählten Umweltschutz, Tierschutz und Tierwohl, Qualitätskontrollen und Frischegarantie, Sozialverantwortung, Mindestlohn und Mitarbeiterbeteiligung. Westfleisch hat Anfang 2010 erstmals eine CO2-Bilanz der Schweinefleischproduktion errechnet. Von der Ferkelaufzucht bis in die Fleischtheke wurden damals 3,2 Kilogramm CO2 pro erzeugtem Kilogramm Schweinefleisch emittiert.
2021 veröffentlichte das Institute for Agriculture and Trade Policy einen Bericht, wonach Westfleisch seit 2014 keine Daten mehr zu Treibhausgasemissionen in der Produktion veröffentlichte.

## Rundfunkberichte
- Ingo Dell, Felix Klauser und Michael Strompen: „Westfleisch-Skandal - Kranke Schweine, krankes System?“, ZDF am 20. September 2022[41]
- Michael Nieberg: Der Mann für alle Fälle - Ein Subunternehmer aus der Fleischbranche packt aus. In: WDR. 31. Januar 2018.